# Amy Carlson

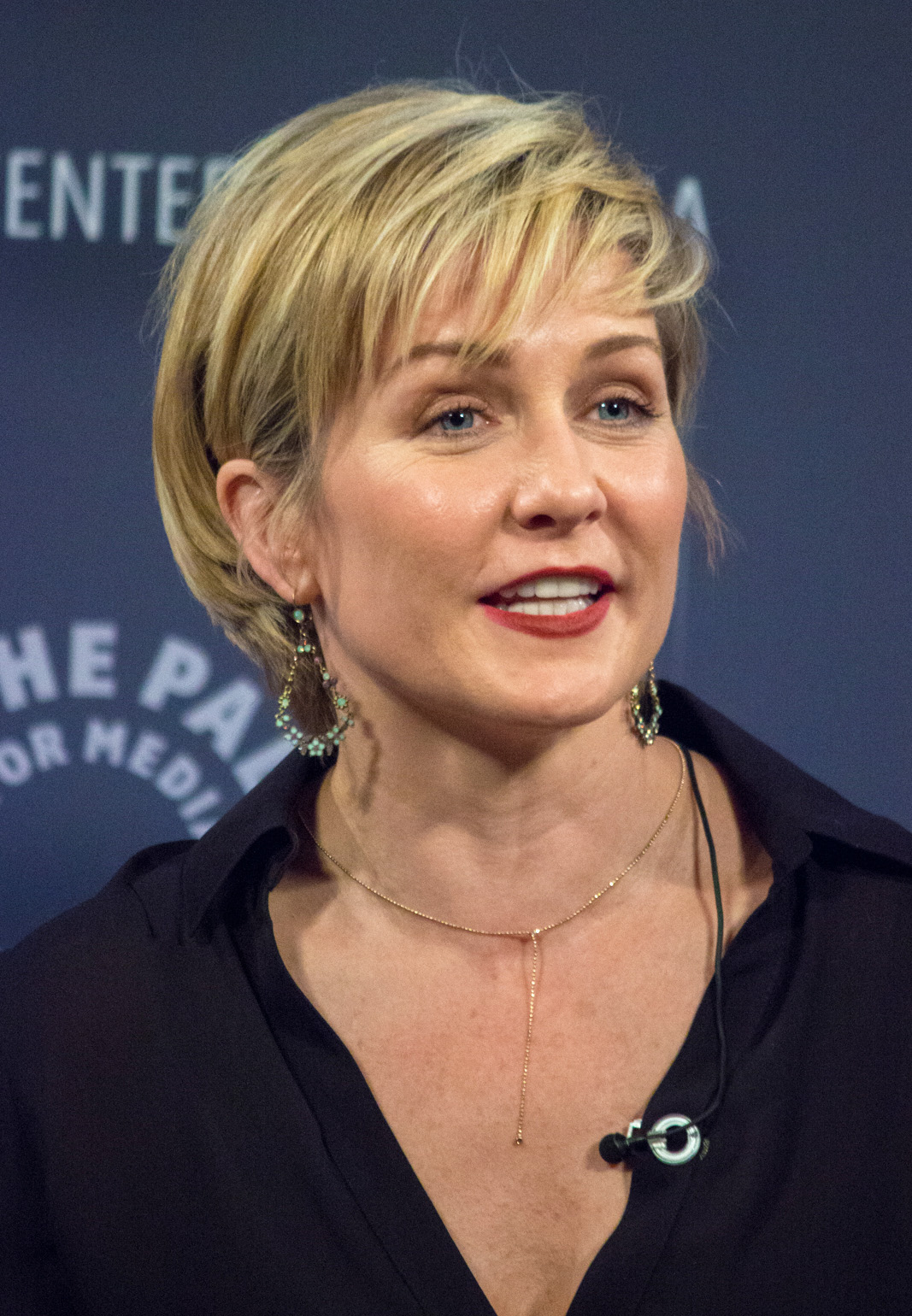
Amy Carlson

Amy Lynn Carlson (* 7. Juli 1968 in Glen Ellyn, Illinois) ist eine US-amerikanische Schauspielerin.

## Leben
Die meiste Zeit ihrer Kindheit verbrachte sie in der Gegend um Chicago. Als sie auf der Junior High School war, zogen sie  und ihre drei Geschwister mit den Eltern, Bob und Barbara, nach Amman in Jordanien, wo diese an einer amerikanischen Schule unterrichteten.
Mit ihrer Familie, aber auch alleine unternahm sie Rucksacktouren durch ganz Europa. Da ihre Eltern Lehrer waren, konnten sie jeden Sommer durch die Vereinigten Staaten reisen (die Familie hat schon in jedem US-Bundesstaat gezeltet, außer in Alaska). 1994 ging sie nach Ruanda, um beim Wiederaufbau des Landes mitzuhelfen.
Schon während ihrer Schulzeit bewies sie Schauspieltalent und spielte in Theateraufführungen mit. Nach einer Sportverletzung widmete sie ihre Zeit größtenteils dem Theater. Ihre bisher größte Auszeichnung war die Nominierung für einen Daytime Emmy Award.
Sie hatte  Gastauftritte in Serien wie Law & Order, CSI: Den Tätern auf der Spur, NYPD Blue, Navy CIS und Emergency Room. Größere Bekanntheit erlangte sie durch ihre Rolle als Linda Reagan in der Fernsehserie Blue Bloods – Crime Scene New York, die sie über sieben Staffeln spielte.
Carlson lebt in New York City mit ihren zwei Kindern und ihrem Mann Syd Butler, der Bassist bei der Band Les Savy Fav ist. Neben der Schauspielerei ist sie noch Teilhaberin an einem Musiklabel.

## Filmografie (Auswahl)

### Filme
- 2000: Everything Put Together
- 2000: Women Love Women
- 2005: Franklin Charter
- 2007: Anamorph – Die Kunst zu töten (Anamorph)
- 2007: Black Friday
- 2010: Trio (Kurzfilm)
- 2011: Too Big to Fail – Die große Krise (Fernsehfilm)
- 2014: Hits
- 2016: Natural Selection
- 2016: A Midsummer’s Hawaiian Dream (Fernsehfilm)
- 2017: Landline
- 2018: A Bread Factory
- 2019: Sunny Daze
- 2020: The Letter (Kurzfilm)
- 2021: Know Fear

### Fernsehserien
- 1998: Springfield Story (Guiding Light)
- 2000: New York Cops – NYPD Blue (Staffel 7, Folge 7)
- 2000: Law & Order: Special Victims Unit (Gastauftritt, Staffel 2, Folge 7)
- 2000: CSI: Vegas Fernsehserie (Staffel 1, Folge 5)
- 2000–2003: Third Watch – Einsatz am Limit (Third Watch)
- 2004: Law & Order (Gastauftritt, Staffel 15, Episode 2)
- 2005: Law & Order: Trial by Jury
- 2007: Navy CIS (Gastauftritt, 1 Folge)
- 2008: Criminal Minds (Gastauftritt, 1 Folge)
- 2010: Fringe – Grenzfälle des FBI (Fringe, Gastauftritt, 1 Folge)
- 2010–2017: Blue Bloods – Crime Scene New York (Blue Bloods, 155 Folgen)
- 2020–2021: FBI: Most Wanted (2 Folgen)